# Aztecanthidium tenochtitlanicum
Aztecanthidium tenochtitlanicum är en biart som beskrevs av Roy R. Snelling 1987. Aztecanthidium tenochtitlanicum ingår i släktet Aztecanthidium och familjen buksamlarbin. Inga underarter finns listade i Catalogue of Life.